# Petřkovická vyhlídka
Petřkovická vyhlídka, nazývaná také Vyhlídková plošina Petřkovice, je malá rozhledna či vyhlídka, která se nachází na zaniklé železniční trati Hlučín–Petřkovice v ostravské části Petřkovice. Místo se nachází u východního konce pohoří Nízký Jeseník, resp. jeho subprovicie Vítkovská vrchovina a je tedy nejvýchodněji položenou vyhlídkou v těchto pohořích.

## Další informace
Petřkovická vyhlídka vznikla na místě krajního nižšího železobetonového pilíře u paty zaniklého mostu bývalé železniční trati Hlučín-Petřkovice. Vyšší, druhý mostní pilíř slouží jako exteriérová lezecká stěna. Revitalizace obou pilířů proběhla v roce 2012. Vyhlídka se zábradlím je vytvořena jako kovová nástavba pilíře mostu. Poblíž se nachází také malý park a dětské hřiště.

## Galerie

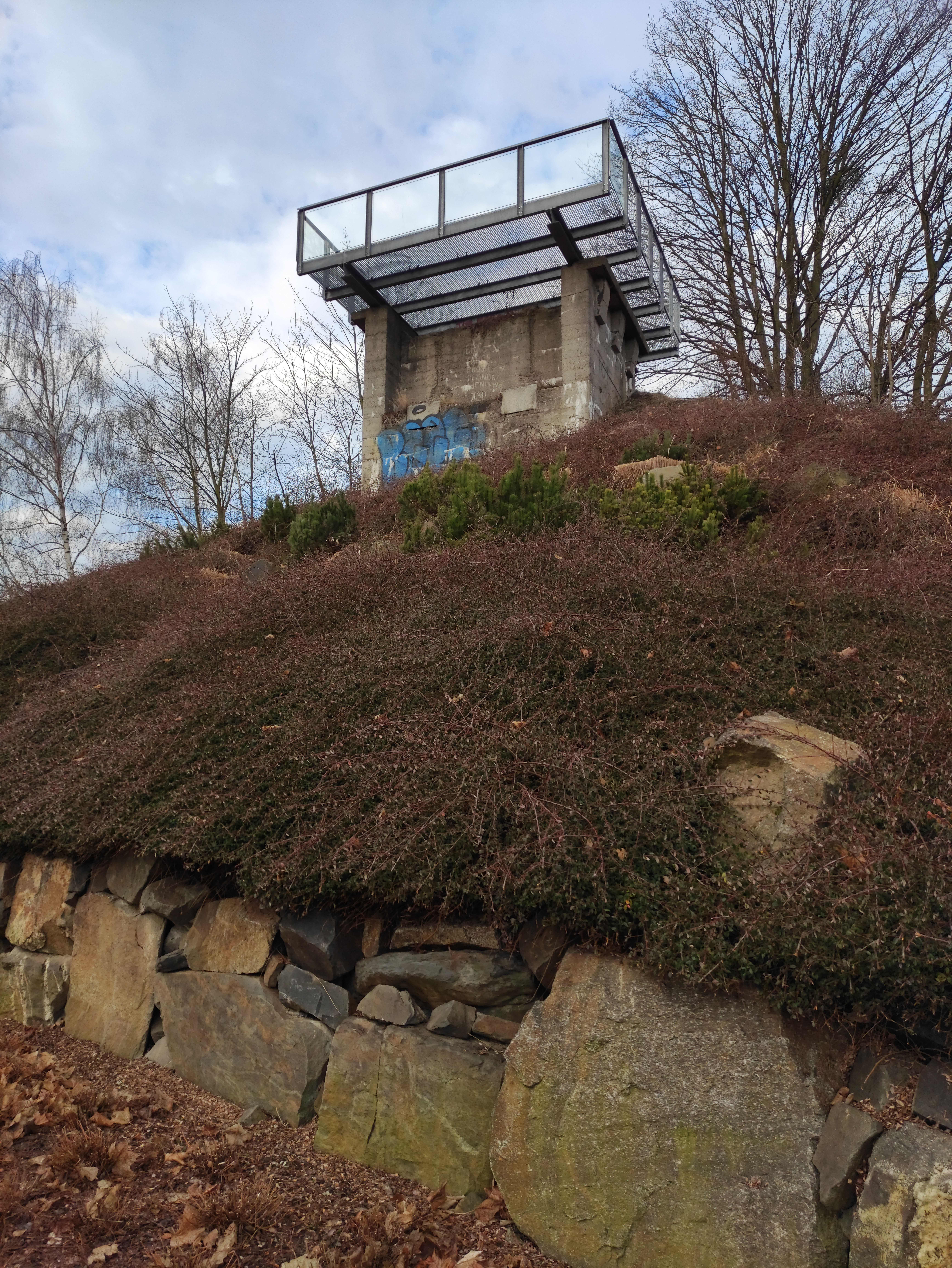
Vyhlídková plošina
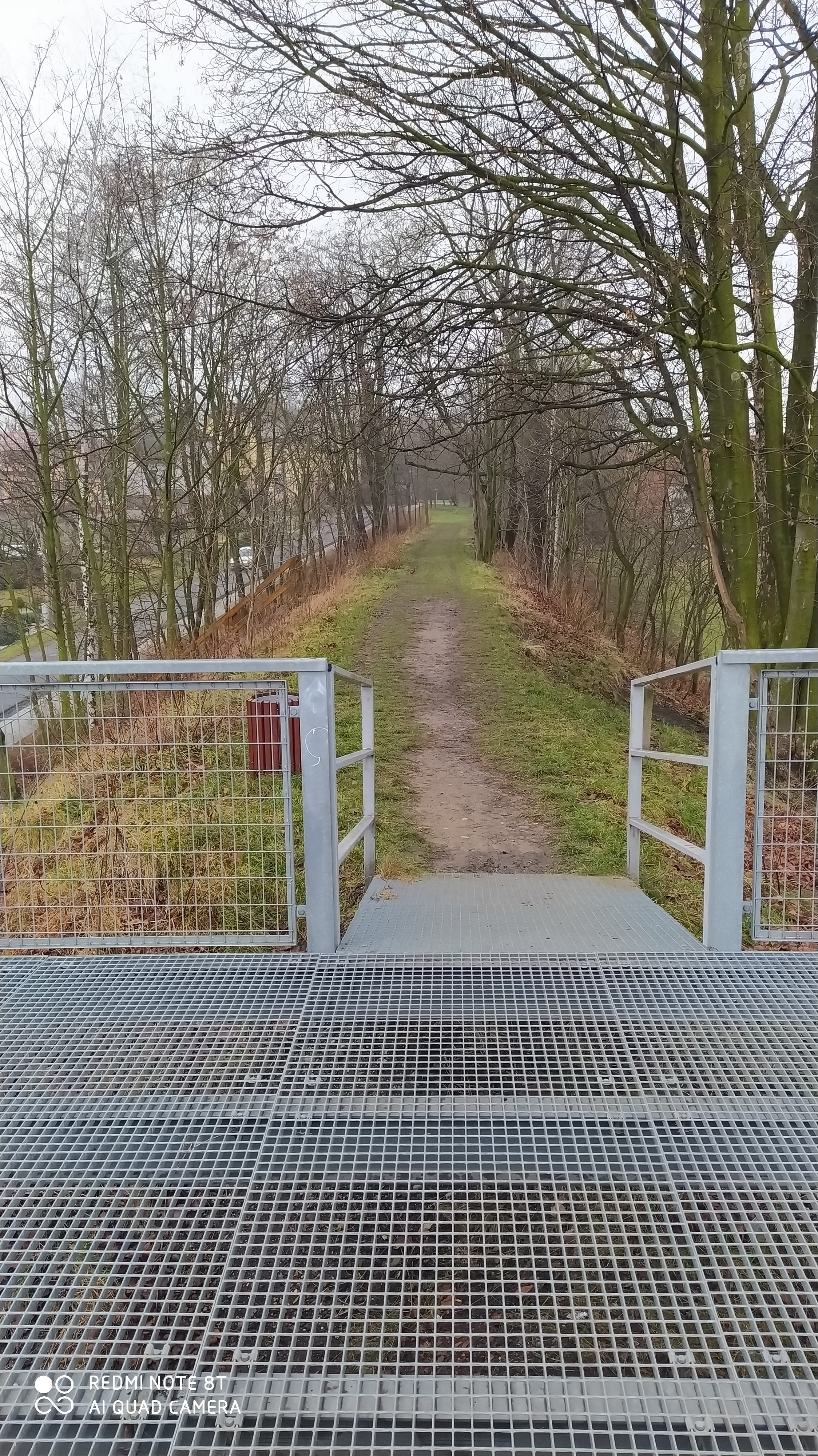
Pohled z vyhlídky na těleso trati směr Ludgeřovice
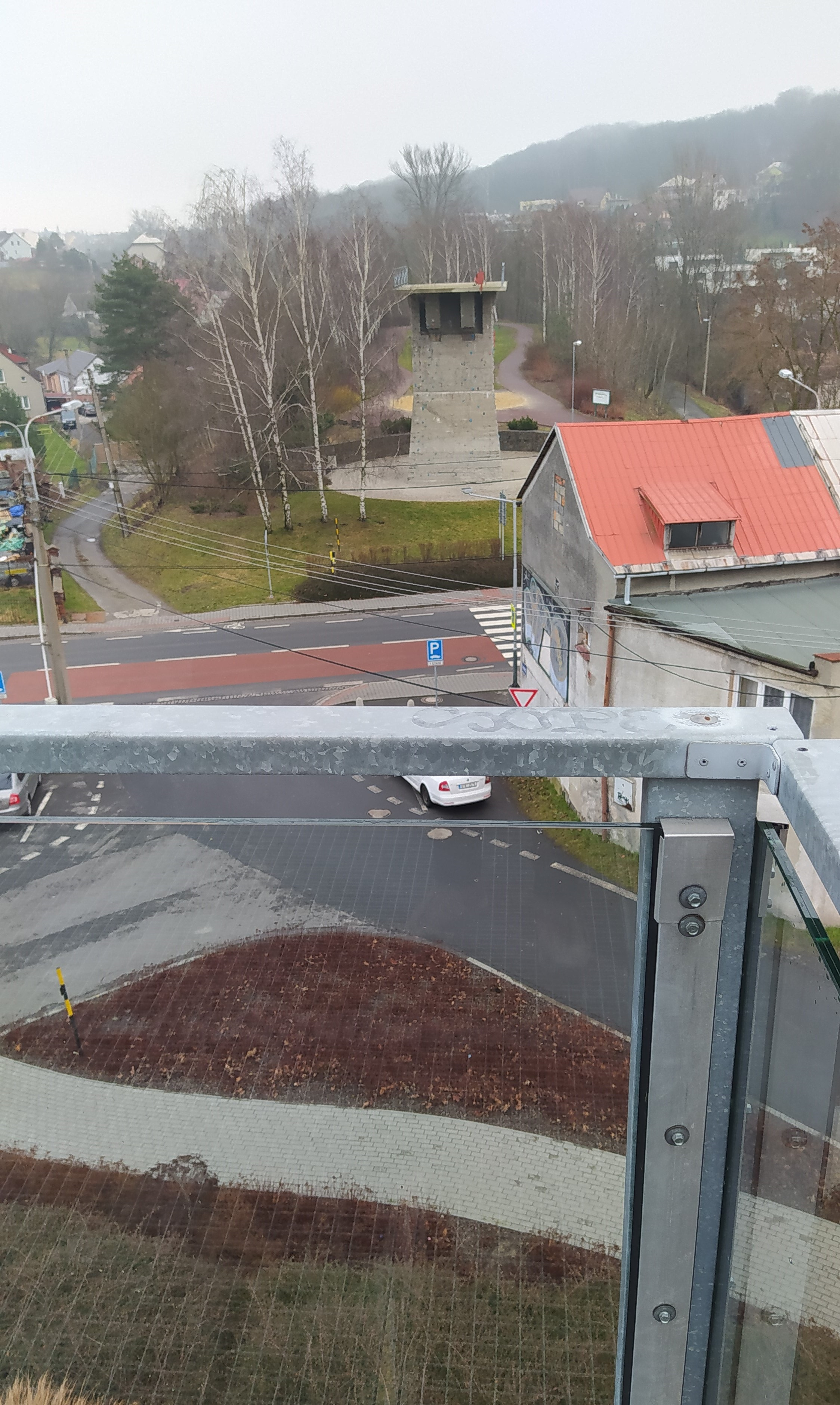
Pohled z vyhlídky na protější pilíř